# Логвиненко, Евгений Владимирович
Евге́ний Влади́мирович Логвине́нко (16 апреля 1949, Ворошиловград — 16 апреля 2015, Одесса) — советский футболист, защитник. Мастер спорта СССР (1974). Бронзовый призёр чемпионата СССР (1974).
Образование высшее. Окончил Запорожский педагогический институт.

## Биография
Евгений Логвиненко родился 16 апреля 1949 года. Начал играть в футбол в Ворошиловграде.
Первой командой защитника стал дубль ворошиловградской «Зари», из которого он отправился в Кадиевку — в местный клуб второй лиги «Шахтёр».
В 1973 году Логвиненко пошёл на повышение, пополнив клуб первой лиги — запорожский «Металлург», а ещё через год стал игроком высшей лиги, переехав в Одессу.
Официальный дебют Логвиненко в «Черноморце» состоялся в выездном матче с московским «Динамо» 28 апреля 1974 года.
В первом же сезоне за «Черноморец» Логвиненко добился самых громких успехов в своей карьере, завоевав в составе «моряков» бронзовые медали и путёвку в Кубок УЕФА.
По итогам сезона-1974 защитник получил звание мастера спорта СССР и был включён в число 33-х лучших футболистов Украины на позиции левого защитника (№ 3).
Игровую карьеру Логвиненко завершил в 1980 году, после чего работал в детско-юношеском футболе, возглавлял ДЮСШ «Локомотив» (Одесса).
В 2001 году защитник был включён в число лучших футболистов Одессы XX века.
Скончался 16 апреля 2015 года. Похоронен на Втором христианском кладбище Одессы.

## Достижения
- Бронзовый призёр чемпионата СССР (1974).
- В списках лучших футболистов УССР[укр.]: 1974